# Phrurolithus flavipes
Phrurolithus flavipes är en spindelart som beskrevs av O. Pickard-Cambridge 1872. Phrurolithus flavipes ingår i släktet Phrurolithus och familjen flinkspindlar.
Artens utbredningsområde är Israel. Inga underarter finns listade i Catalogue of Life.